# Ephippiochthonius distinguendus
Espèce
Synonymes
- Chthonius distinguendus Beier, 1930

Ephippiochthonius distinguendus est une espèce de pseudoscorpions de la famille des Chthoniidae.

## Distribution
Cette espèce est endémique du Pays basque en Espagne,. Elle se rencontre dans la grotte Mendikuteko kobea à Albiztur.

## Description
La femelle holotype mesure 1,6 mm.
La femelle décrite par Zaragoza en 2017 mesure 1,60 mm.

## Publication originale
- Beier, 1930 : Neue Höhlen-Pseudoscorpione der Gattung Chthonius. Eos, Madrid, vol. 6, p. 323-327 (texte intégral).